# Kozice (Ukraina)
Kozice – wieś na Ukrainie w rejonie jaworowskim należącym do obwodu lwowskiego.
W czasie okupacji niemieckiej mieszkająca we wsi Helena Rotter z d. Bohosiewicz udzieliła pomocy żydowskiej rodzinie Rotterów oraz Janowi Jungowi i Szoszanie Mendel.  W 1990 roku Instytut Jad Waszem podjął decyzję o przyznaniu Helenie Rotter tytułu Sprawiedliwych wśród Narodów Świata.